# San Benedetto Val di Sambro
San Benedetto Val di Sambro – miejscowość i gmina we Włoszech, w regionie Emilia-Romania, w prowincji Bolonia.
Według danych na styczeń 2009 gminę zamieszkiwały 4522 osoby przy gęstości zaludnienia 67,8 os./1 km².